# Turó dels Forns de Calç
El Turó dels Forns de Calç és una muntanya de 472 metres del municipi de la Torre de Claramunt, a la comarca de l'Anoia.